# Kinto Sol
Kinto Sol je latino hip-hop sastav iz grada Milwaukee, u Wisconsinu. Sastoji se od tri brata rodom Meksikanaca: DJ Payback Garcia (Javier García), El Chivo (Eduardo García) i Skribe (Manuel García), koji je i vođa sastava.
Kinto Sol je izdao svoj prvi album na engleskom jeziku, drugi album je Del Norte al Sur, a treći album Hecho en Mexico opjevava njihovu ljubav prema Meksiku.
Nakon toga slijede albumi La Sangre Nunca Muere,  i Los Hijos del Maiz s kojim postižu slavu, pjevajući o rasizmu, krvnoj ljubavi, Astecima i dr. Njihov zadnji album je Carcel de Sueños. Surađivali su sa sastavima Control Machete, Cartel de Santa i Akwid,  između ostalih.

## Diskografija

### Albumi
- Kinto Sol (1999.)
- Del Norte al Sur (2000.)
- Hecho en Mexico (2003.)
- La Sangre Nunca Muere (2005.)
- Los Hijos del Maiz (2007.)
- Carcel de Sueños (2009.)
- El Ultimo Suspiro (2010.)
- Familia, Fe y Patria (2012.)
- La Tumba del Alma (2013.)
- Protegiendo El Penacho (2015.)
- Lo Que no Se Olvida (2016.)
- Somos Once (2017.)
- Lengua Universal (2018.)

## Vanjske poveznice
- Službene stranice
- Službeni MySpace
- Diskografija
- Kinto Sol je od Yahoo! Music
- Kinto Sol na Univision Music Group